# 119
119（一百一十九）是118與120之間的自然數。

## 性質
- 第88個合數，正因數有1、7、17和119。前一個為118、下一個為120。
質因數分解為{\displaystyle 7\times 17}。
- 第90個虧數，真因數和為25，虧度為94。前一個為118、下一個為121。
- 第83個不尋常數，大於平方根的質因數為17。前一個為118、下一個為122。
- 第39個半質數。前一個為118、下一個為121。
- 第75個無平方數因數的數。前一個為118、下一個為122。
- 第50個十进制的等數位數。前一個為118、下一個為121。
- 119是一个佩兰数。[1]
- 119是一个高互补欧拉商数。[2]

## 科學領域
- 首個第八週期元素Uue的原子序數

## 其他領域
在亚洲国家和地区，譬如中华民国、日本和韩国，119是火災報警或召喚救護車的緊急救助電話。而在中华人民共和国，119適用於火災報警和社会救助。